# ورم وعائي ليفي للأنسجة الرخوة
الورم الوعائي الليفي للأنسجة الرخوة، والذي يُطلق عليه أيضًا الورم الليفي الوعائي غير المحدد، اضطراب نادر اكتُشف مؤخرًا وصُنف ضمن فئة أورام الأرومة الليفية وأورام الأرومة الليفية العضلية الحميدة من قبل منظمة الصحة العالمية في عام 2020. الورم الوعائي الليفي للأنسجة الرخوة هو ورم (أي نمو نسيجي غير متسق مع الأنسجة الطبيعية المحيطة ويستمر النمو حتى لو أُزيل المحفز الأصلي له) وُصف لأول مرة بواسطة إيه. مارينيو-إنريكي وسي. دي. فليتشر في عام 2012.
تظهر هذه الأورام عادةً في الساق ولكنها قد تظهر في أماكن أخرى. تتطور عند الأطفال الأكبر سنًا والبالغين بما في ذلك الأفراد المسنين. تعد أورامًا بطيئة النمو، وغالبًا ما تكون غير مؤلمة وتتكون بشكل أساسي من خلايا مغزلية الشكل وشبكة وعائية بارزة. تعد الخلايا مغزلية الشكل خلايا ورمية حميدة تحتوي في جميع الحالات تقريبًا على اضطرابات صبغية يُعتقد أنها تساهم في تطورها و/أو نموها غير الطبيعي.
تُعالج الأورام الوعائية الليفية للأنسجة الرخوة عادةً عن طريق الاستئصال الجراحي رغم أنها قد تعاود الظهور في مكان إزالتها في حالات غير شائعة وتتطلب المزيد من العلاج الجراحي. لا تنبث إلى الأنسجة البعيدة ولها مآل جيد بشكل عام.

## المظهر السريري
تظهر الأورام الوعائية الليفية للأنسجة الرخوة عادةً على شكل كتل عميقة وغير مؤلمة وبطيئة النمو لدى الأفراد الذين تتراوح أعمارهم بين 6 و86 عامًا (متوسط العمر 47-50 عامًا في دراسات مختلفة). تكون الأورام أكثر شيوعًا في الأطراف السفلية ولكنها تحدث بشكل غير شائع في الظهر وجدار الصدر والعرف الحرقفي والمغبن ومنطقة البطن الجانبية السفلية القريبة وتجويف البطن وتجويف الحوض والثدي والخد والمنطقة الصدغية من الرأس، وفي تقرير عن 24 حالة من حالات الأورام الوعائية الليفية للأنسجة الرخوة التي أُجريت في شنغهاي، ذُكر الطرف العلوي في 3 حالات، وذُكر كل من التجويف خلف الصفاق والكبد في حالة واحدة. تراوحت أقطار الأورام من 1.2 حتى 10 سم (المتوسط: 5.1 سم) ومن 0.8 حتى 14 سم (المتوسط: 4.6 سم) في دراستين مختلفتين.

## علم الأمراض
من الناحية العيانية، عندما تكون هذه الأورام مرئية على الجلد، تقع عادةً في الأنسجة تحت الجلد أو في طبقة اللفافة أسفل النسيج تحت الجلد. قد ترتشح بشكل أعمق ضمن هذه الأنسجة و/أو إلى المفاصل الكبيرة القريبة. بصرف النظر عن الموقع، تكون معظم هذه الأورام محددة بشكل جيد.

## العلاج والتشخيص
تُعالج الأورام الوعائية الليفية للأنسجة الرخوة عادةً عن طريق الاستئصال الجراحي الكامل لإزالة جميع أنسجة الورم. كان من غير المألوف تكرار ظهور هذه الأورام في مكان إزالتها، خاصةً في الحالات التي يبقى فيها جزء من الورم الأصلي دون إزالة. حدثت حالات التكرار بعد 4-120 شهرًا من الاستئصال الأصلي وعولجت بالاستئصال الجراحي الثاني. بشكل عام، لهذه الأورام مآل جيد.